# Ordem do Santíssimo Salvador de Santa Brígida
Ordem do Santíssimo Salvador de Santa Brígida (em latim: Ordo Sanctissimi Salvatoris - O.Ss.S., em sueco:  Den helige Frälsarens orden), cujos membros são chamados de brigitinos ou brigidinos, é uma ordem religiosa monástica agostiniana de freiras, irmãs e irmãos leigos e monges  fundada por Santa Brígida da Suécia em 1344 e aprovada pelo papa Urbano V em 1370. Hoje em dia há diversos ramos diferente dos brigitinos.

## Regra de Santa Brígida

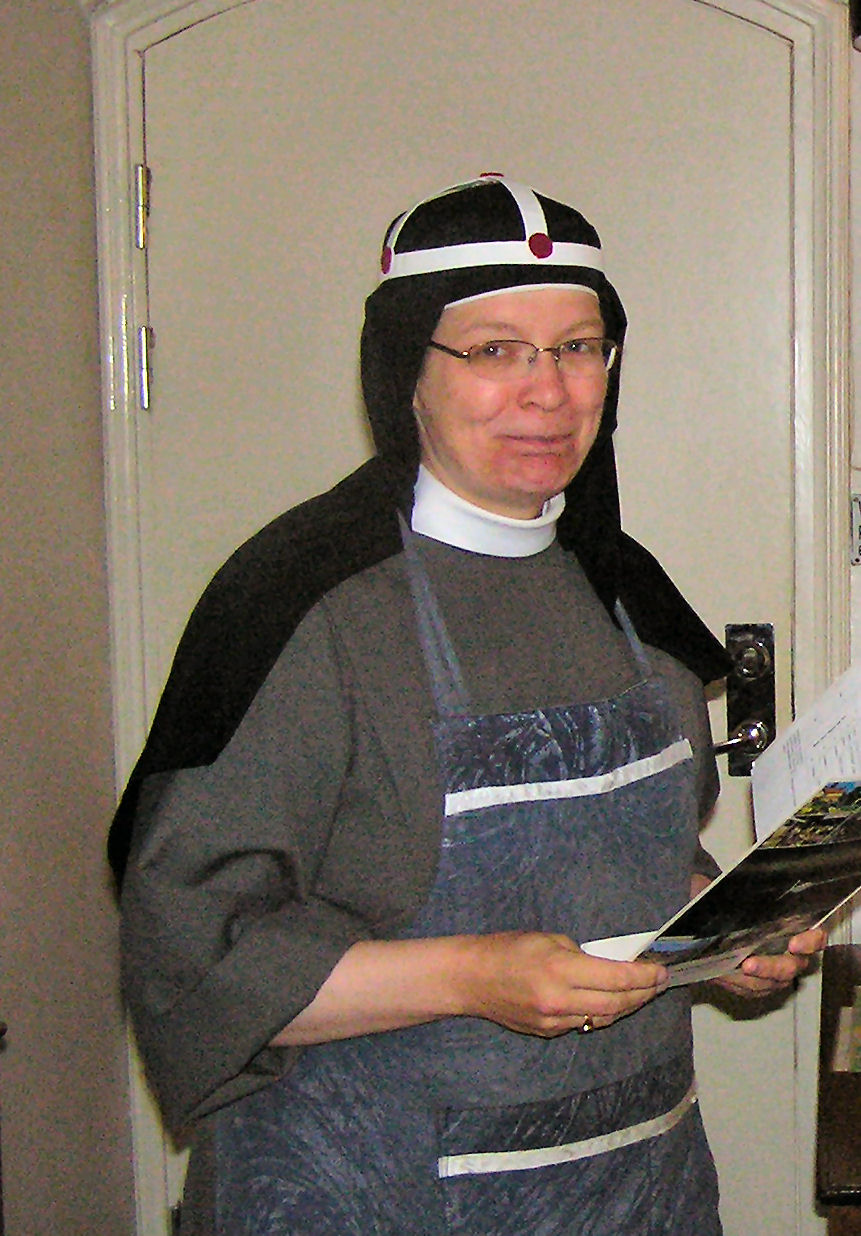
Freira brigitina com a típica "Coroa das Cinco Chagas".

A Ordem de Santa Brígida é aberta para homens e mulheres e dedicada à devoção da Paixão de Cristo. Cada mosteiro tinha anexo uma pequena comunidade de monges que agiam como capelães, mas sob o comando geral da abadessa.
A regra de Santa Brígida estipulava que "o número de freiras no coro não deve superar sessenta, com quatro irmãs leigas; os padres devem ser treze, o mesmo número de apóstolos, dos quais Paulo, o décimo-terceiro, não ficava atrás na labuta; então deve haver quatro diáconos que também podem ser padres se quiserem e eles representam os quatro principais Doutores, Ambrósio, Agostinho, Gregório e Jerônimo, e finalmente oito irmãos leigos, que com seu trabalho cuidarão das necessidades dos clérigos, perfazendo então sessenta irmãs, treze padres, quatro diáconos e oito servidores, o número de pessoas será o mesmo que os treze apóstolos e os setenta e dois discípulos".
As freiras permaneciam estritamente enclausuradas, com foco no estudo, mas os monges eram também pregadores e missionários itinerantes. Os mosteiros individuais estavam sujeitos ao bispo local e, em homenagem à Virgem Maria, eram governados por uma abadessa.
A parte característica do hábito para as mulheres da ordem é a coroa de metal que elas vestem, chamada de "Coroa das Cinco Chagas". Ela tem cinco pedras vermelhas, uma em cada junção, para lembrar as Cinco Chagas de Cristo na cruz. Os monges vestem um hábito com uma cruz vermelha com a hóstia eucarística no centro do lado direito do peito. A ordem tem seu próprio rito para as horas canônicas, chamado "Ofício da Senhora".

## História
A neta de Santa Brígida, a senhora Ingegerd Knutsdotter, foi abadessa de Vadstena entre 1385 e 1403. Quando ela morreu, em 14 de setembro de 1412, extinguiu-se a linhagem direta de Santa Brígida, o que deu origem ao conceito medieval de que os "filhos espirituais de Brígida", os membros da ordem fundada por ela, seria seus verdadeiros herdeiros.
A ordem se espalhou por toda a Suécia e Noruega e teve um importante papel na promoção da cultura e da literatura na Escandinávia, que ajudou a preservar a casa mãe, em Vadstena, às margens do lago Veter, da supressão até 1595, mesmo frente à ampla disseminação da Reforma Protestante na região. Em 1515, contando com um importante patrocínio real, havia 27 casas da ordem, treze delas na Escandinávia. As casas brigitinas logo se espalhariam para outras terras e chegaram ao número de oitenta.
Na Inglaterra, o mosteiro brigitino da Abadia de Syon, emIsleworth, Middlesex, foi fundado e recebeu dotação real pelo rei Henrique V em 1415 e rapidamente se tornou uma das mais ricos, elegantes e influentes comunidades do país até a dissolução dos mosteiros do rei Henrique VIII. Um dos monges da comunidade, Richard Reynolds, O.Ss.S., estava entre os primeiros membros do clero inglês a ser executado como traidor por se recusar a aceitar o Juramento de Supremacia. Ele foi canonizado como mártir pelo papa Paulo VI em 1970.
A Abadia de Syon estava entre uma das poucas casas religiosas restauradas durante o reinado de Maria I (r. 1553—1558), quando cerca de vinte membros da antiga comunidade se re-estabeleceram no local em 1557. Com a ascensão da rainha Isabel I e o resultante conflito entre católicos e a Coroa, a comunidade monástica brigitina deixou a Inglaterra, primeiro partindo para os Países Baixos e, depois de muitas dificuldades, para Ruão, na França, até finalmente se assentarem em Lisboa, em 1594. A comunidade permaneceu ali (onde o último monge da comunidade morreu), recrutando novos membros da Inglaterra até 1861, quando os brigitinos puderam regressar.
A abadia continuou como a única comunidade religiosa inglesa de existência ininterrupta desde o período anterior à Reforma. Em 2004, os livros medievais sobreviventes da biblioteca monástica foram deixados sob os cuidados da Universidade de Exeter. Entre os textos preservados está "Showing of Love", de Juliano de Norwich, e "The Orcherd of Syon", uma tradução do "Diálogo" de Santa Catarina de Siena. O poste do portão da era Tudor da Abadia de Syon, onde partes do corpo de São Richard Reynolds foram colocadas, foi levado pelas irmãs para o exílio e retornou com elas para a Inglaterra. Está hoje na Igreja do Santíssimo Sacramento de Exeter.
Virtualmente todos os mosteiros brigitinos da Europa Setentrional (o coração da ordem) foram destruídos durante a Reforma Protestante.

## Ramos ativos

### Ramo medieval
O ramo medieval original consiste hoje de apenas quatro mosteiros independentes:
- Abadia de Maria Refugie, em Uden, Países Baixos.
- Abadia de Syon, em Isleworth, Inglaterra (fechado em 2011).[4]
- Birgittakloster, em Altomünster, Alemanha.
- Pax Mariae Abbey, em Vadstena, Suécia.

### Ramo espanhol
Marina de Escobar fundou o ramo espanhol na década de 1630, com apenas quatro freiras e seguindo uma versão ligeiramente modificada da Regra de Santa Brígida. Atualmente há quatro mosteiros independentes na Espanha, quatro no México e um na Venezuela.

### Ramo sueco
O maior dos ramos dos brigitinos atualmente é o que foi fundado pela beata Elisabeth Hesselblad, uma freira, em 8 de setembro de 1911, de irmãs religiosas semi-contemplantiva dedicada ao abrigo e hospitalidade aos que precisam de descanso e repouso. A ordem foi aprovada pela Santa Sé em 7 de julho de 1940 e atualmente consiste de vários conventos na Europa, Ásia e América do Norte. A casa mãe da ordem, Santa Brigida, fica na Piazza Farnese, perto do Campo de' Fiori, em Roma, Itália, onde Santa Brígida viveu por um tempo. Madre Tekla Famiglietti é abadessa-geral da ordem desde 1979. Como todas as casas da ordem, este convento oferece acomodações. Serviços religiosos protestantes são realizados na cripta, pois as irmãs abraçam uma abordagem ecumênica como parte de seu carisma.

#### Controvérsia
Uma controvérsia envolvendo o tratamento de mulheres indianas, que formam uma grande percentagem dos membros da ordem. A maior parte das casas se sustentam provendo uma hospedagem simples aos hóspedes cobrando a taxa padrão dos hotéis da região. O tema veio à tona em 2002, quando seis irmãs indianas de diferentes casas da ordem na Itália fugiram para um mosteiro beneditino, onde foram recebidas pelo abade, que acabou depois sendo deposto pela Santa Sé pelo ato, uma ação raríssima.

### Monges brigitinos
Os monges brigitinos estão em Amity, Oregon, no Mosteiro de Nossa Senhora da Consolação. Fundado em 16 de março de 1976 pelo irmão Benedict Kirby, O.Ss.S., é o único mosteiro brigitino para homens do mundo e o primeiro desde o século XIX, quando todos os demais foram dispersados por causa das guerras europeias. Os monges no local geralmente não recebem as Ordens Sagradas e seguem um padrão tradicional de monasticismo. O mosteiro tem o status canônico de priorado sui juris ("autônomo") e se sustenta principalmente pela venda de doces de chocolate fabricados no local.